# مونرو (جورجیا)
مونرو، جورجیا (به انگلیسی: Monroe, Georgia) یک شهر در ایالات متحده آمریکا با جمعیت ۱۳٬۲۳۴ نفر است که در جورجیا واقع شده‌است.

## موقعیت جغرافیایی
موقعیت جغرافیایی شهرها و مناطق اطراف به شرح زیر است: